# Techno Union
De Techno Union is een fictief conglomeraat van bedrijven uit de Star Wars-serie.
De Techno Union, onder leiding van Wat Tambor, is verantwoordelijk voor de aanmaak van ruimteschepen, droids enz.
De Techno Union zag hun kans schoon nadat de Galactic Republic was gesplitst en steunde Graaf Dooku en zijn verbond, de Confederacy of Independent Systems, door hen te voorzien van een groot droid-leger bestaande uit de door hun ontwikkelde droids. Niet lang daarna stelden zij hun eigen Droid Factory op Geonosis ter beschikking aan Graaf Dooku's Confederacy of Independant Systems, alwaar dit verbond voor het eerst kon samenkomen.